# 石森虹花
石森虹花（日语：／ Ishimor Nijika，1997年5月7日—）是日本女藝人，宮城縣出身。日本偶像女子團體櫸坂46和DAISY★GIRLS前成員。所屬經紀公司为Seed & Flower。

## 經歷
2014年，以偶像组合「DAISY★GIRLS」成员在演藝圈出道。2015年8月22日，宣布从「ITP アイドルたまごプロジェクト」毕业，「DAISY★GIRLS」活動停止。
高中3年級時，在全家人的支持下，參加鳥居坂46的一期生招募。2015年8月21日，最終審查合格，成為更名後的櫸坂46一期生。
2020年9月30日，宣布從櫸坂46畢業。据《週刊文春》報導，石森虹花2019年9月與新宿歌舞伎町「鴨王」淺倉秋交往後，即無心工作。熟悉淺倉秋的人士透露，其實他已有個外籍美女老婆，也生了小孩，石森虹花可能只是他暫時談婚外情的對象。據了解，未公開年齡的淺倉秋，在歌舞伎町街頭還有他的巨型看板，他每月收入逾1千萬日圓。

## 外部連結
- 石森虹花的Instagram帳戶（日語）（2021年3月9日-）

- 櫸坂46個人介紹頁（2015年11月13日 - 2020年10月13日）
- 櫸坂46 石森虹花 官方部落格（2015年11月13日 - 2020年10月13日）